# Drève des Deux Montagnes
Pour les articles homonymes, voir Deux-Montagnes (homonymie).
Ne doit pas être confondu avec Drève des Deux Triages.
La Drève des Deux Montagnes (en néerlandais : Tweebergendreef) est une drève dans la forêt de Soignes. Anciennement, et sur une partie de son trajet, y circulait le chemin de fer de la forêt de Soignes.

## Le toit de la capitale
« On pense que l’Altitude Cent (à Forest) constitue le point le plus élevé de la capitale mais c’est faux ! Il se trouve en réalité en Forêt de Soignes, à proximité de la Drève de Lorraine sur le côté gauche de la route quand on va du bois de la Cambre vers Rhode-Saint-Genèse. On se situe, à cet endroit, à 148 mètres de hauteur »